# Observatorij Vere C. Rubin
Observatorij Vere C. Rubin, prej znan kot Veliki sinoptični pregledni teleskop (LSST), je astronomski observatorij v Čilu. Njegova glavna naloga bo astronomski pregled celotnega vidnega južnega neba vsakih nekaj noči, s čimer bo v desetih letih ustvaril časovni in prostorski posnetek vesolja, tako imenovani Legacy Survey of Space and Time (skrajšano tudi LSST ).   
Observatorij se nahaja na  Cerro Pachón, 2.682 m-high (8.799 ft) v severnem Čilu, v bližini obstoječih teleskopov Gemini South in Southern Astrophysical Research.  Baza observatorija je oddaljena približno 100 km (62 mi) observatorija v mestu La Serena. Observatorij nosi ime Vere Rubin, ameriške znanstvenice,  ki je prva izmerila hitrosti vrtenja galaksij in iz njih profila zaključila obstoj temne snovi . Observatorij je plod pobude ameriške Nacionalne znanstvene fundacije (NSF) in Urada za znanost ameriškega ministrstva za energijo, skupaj pa ga upravljata NSF NOIRLab in SLAC National Accelerator Laboratory. 
V observatoriju Rubin se nahaja Simonyijev raziskovalni teleskop, širokokotni reflektorski teleskop z 8,4-metrskim primarnim zrcalom, ki lahko vsakih nekaj noči posname v celoti nebo, ki je na voljo.  Teleskop uporablja različico trizrcalnega anastigmata, ki kompaktnemu teleskopu omogoča ustvarjanje ostrih slik v zelo širokem vidnem polju s premerom 3,5 stopinje. Slike se snemajo s 3,2-gigapiksel CCD kamero, največjim kdajkoli izdelanim digitalnim fotoaparatom. 
Observatorij Rubin je bil predlagan leta 2001 kot LSST, gradnja ogledala pa se je (z zasebnimi sredstvi) začela leta 2007. LSST je nato postal najbolje uvrščen velik zemeljski projekt v raziskavi Astrophysics Decadal Survey leta 2010, gradnja projekta pa se je uradno začela 1. avgusta 2014, ko je ameriška Nacionalna znanstvena fundacija odobrila del proračuna za gradnjo za proračunsko leto 2014 v višini 27,5 milijona dolarjev.  Financiranje prihaja iz NSF, ameriškega ministrstva za energijo in zasebnih sredstev, ki jih je zbrala namenska mednarodna neprofitna organizacija LSST Discovery Alliance.  Operacije upravlja Združenje univerz za raziskave v astronomiji (AURA).  Skupni stroški gradnje naj bi znašali približno 680 milijonov dolarjev. 
Gradnja na lokaciji se je začela aprila 2015 s slovesnim polaganjem prvega kamna.   Prva opazovanja neba z inženirsko kamero so bila opravljena oktobra 2024,   prve slike so objavili 23. junija 2025. Celotne raziskovalne operacije naj bi se zaradi s zamud, ki jih je povzročila epidemija COVID-19, začele pozneje leta 2025.  Podatki naj bi postali v celoti javni po dveh letih. 

### Ime
Teleskop se je prvotno imenoval »Veliki sinoptični raziskovalni teleskop«, kjer beseda sinoptični – izpeljanka iz grških besed σύν (sin. 'skupaj') in ὄψις (opsis 'pogled') – opisuje opazovanja, ki dajejo širok pogled na predmet opazovanja.  Junija 2019 so predlagali, da se observatorij preimenuje v Observatorij Vere C. Rubin . 
Preimenovanje so v ameriško zakonodajo sprejeli 20. decembra 2019 in objavili na zimskem srečanju Ameriškega astronomskega društva leta 2020.  Observatorij nosi ime Vere C. Rubin, v čast zapuščini Rubinove in njenih kolegov, ki so raziskovali naravo temne snovi s kartiranjem in katalogiziranjem milijard galaksij skozi prostor in čas. 
Teleskop sam se imenuje Simonyi Survey Telescope  po zasebnih donatorjih Charlesu in Lisi Simonyi.  Kratico LSST so ohranili kot oznako za raziskave, ki jo bo observatorij izvedel kot »Legacy Survey of Space and Time« (»Zapuščinska raziskava prostora in časa«). 

### Zgodovina
Observatorij Rubin je naslednik tradicije pregledov neba.   Začetek so bili vizualno sestavljeni katalogi v 18. stoletju, kot je bil na primer Messierjev katalog . Nadomestili so ga fotografski pregledi, začenši s Harvardsko zbirko plošč iz leta 1885, pregledom neba observatorija Palomar National Geographic Society in drugimi. Približno leta 2000 so prvi digitalni pregledi, kot je Sloanov digitalni pregled neba (SDSS), začeli nadomeščati fotografske plošče prejšnjih pregledov.
Observatorij Rubin se je razvil iz prejšnjega koncepta teleskopa za temno snov,  omenjenega že leta 1996.  Peto desetletno poročilo, Astronomija in astrofizika v novem tisočletju, je bilo objavljeno leta 2001 in je kot pomembno pobudo priporočilo "Teleskop za sinoptične preglede z veliko odprtino". Že v tej zgodnji fazi so bili določeni osnovna zasnova in cilji: 
Sinoptični raziskovalni teleskop z veliko odprtino (LSST) je optični teleskop razreda 6,5 m, zasnovan za tedensko pregledovanje vidnega neba, do precej šibkejše ravni od ravni, ki jo dosegajo obstoječe raziskave. Katalogiziral bo 90 odstotkov objektov blizu Zemlje, večjih od 300 m, in ocenil grožnjo, ki jo predstavljajo za življenje na Zemlji. V Kuiperjevem pasu, ki vsebuje fosilne zapise o nastanku sončnega sistema, bo našel približno 10.000 primitivnih objektov. Prispeval bo tudi k preučevanju strukture vesolja z opazovanjem tisočih supernov, tako bližnjih kot supermov z velikim rdečim premikom, ter z merjenjem porazdelitve temne snovi s pomočjo težnostnih leč. Vsi podatki bodo na voljo prek Nacionalnega virtualnega observatorija, ki bo astronomom in javnosti omogočil dostop do obsežnih slik spreminjajočega se nočnega neba. 
Zgodnji razvoj je bil financiran s številnimi majhnimi nepovratnimi sredstvi. Januarja 2008 so pomembno prispevali milijarderja Charles in Lisa Simonyi ter Bill Gates v višini 20 oziroma 10 milijonov dolarjev.   V proračunsko zahtevo ameriškega predsednika za NSF za fiskalno leto 2013 je bilo vključenih 7,5 milijona dolarjev.  Ministrstvo za energijo Združenih držav Amerike je financiralo izgradnjo komponente digitalnega fotoaparata v Nacionalnem pospeševalnem laboratoriju SLAC kot del njegovega poslanstva razumevanja temne energije. 
Financiranje NSF za dokočanje gradnje je bilo odobreno 1. avgusta 2014.  Vodilne organizacije so: 
- Nacionalni laboratorij za pospeševanje SLAC bo zasnoval in izdelal kamero LSST.
- Nacionalni optični astronomski observatorij bo skrbel za teleskop in ekipo na lokaciji
- Nacionalni center za super-računalniške aplikacije bo zgradil in preizkusil arhiv in center za dostop do podatkov.
- Združenje univerz za raziskave v astronomiji bo nadzorovalo gradnjo

Maja 2018 je ameriški kongres presenetljivo odobril veliko več sredstev, kot jih je teleskop zahteval, v upanju, da bo pospešil gradnjo in delovanje. Vodstvo teleskopa je bilo hvaležno, vendar ni bilo prepričano, ali bo to pomagalo, saj v pozni fazi gradnje niso imeli omejenih denarnih sredstev. 
Prve fotone, ki jih je razločil celoten instrument, so videli 15. aprila 2025 kot obroče, ki so se s popravki v optiki izostrili v pike.  Slike prve svetlobe celotne kombinacije teleskopa in kamere so bile objavljene 23. junija 2025,    tako sestavljena slika meglic Trifid in Laguna ter izvlečki iz širokokotnega pogleda številnih galaksij v kopici Devica +.  Slika kopice Devica je bila posneta v začetku maja v štirih nočeh. Prve slike so zaznale več kot 2000 novih asteroidov. 
V okviru celotnega desetletnega raziskovanja LSST naj bi Rubin katalogiziral več kot pet milijonov asteroidov (vključno s približno 100.000 blizuzemeljskimi objekti) ter posnel približno 20 milijard galaksij, 17 milijard zvezd in šest milijonov majhnih teles Osončja. 

### Znanstveni cilji
Observatorij Rubin bo pokrival približno 18.000 stopinj2 južnega neba s šestimi filtri v glavnem pregledu, s približno 825 obiski vsake točke. Pričakuje se, da bodo omejitve magnitude 5 σ ( SNR večji od 5) r < 24,5 na posameznih slikah in r < 27,8 v polno zloženih podatkih. 
Glavna raziskava bo porabila približno 90 % opazovalnega časa. Preostalih 10 % bo namenjenih izboljšanem pokritju za konkretne cilje in območja. Med drugim gre za zelo globoka ( r ~ 26) opazovanja, zelo kratke presledke med ponovnimi obiski (približno ena minuta), opazovanja "posebnih" regij, kot so ekliptika, galaktična ravnina, Veliki in Mali Magellanov oblak, ter območja, ki jih podrobno pokrivajo raziskave z več valovnimi dolžinami, kot so COSMOS, Chandra Deep Field South  in prihajajoča radijska raziskava DSA-2000 . Skupaj bodo ti posebni programi povečali skupno površino na približno 25.000 stopinj2
Posebni znanstveni cilji observatorija Rubin vključujejo: 
- Preučevanje temne energije in temne snovi z merjenjem vpliva šibkih gravitacijskih leč, barionskih akustičnih nihanj in fotometrije supernov tipa Ia, vse kot funkcije rdečega premika. [45]
- Kartiranje majhnih objektov v Osončju, zlasti asteroidov blizu Zemlje in objektov Kuiperjevega pasu . Pričakuje se, da bo observatorij Rubin povečal število katalogiziranih objektov za faktor 10–100. [46] Pomagalo bo tudi pri iskanju hipotetičnega devetega planeta . [47] [48] [49]
- Zaznavanje prehodnih astronomskih dogodkov, vključno z novimi, supernovami, izbruhi gama žarkov, spremenljivostjo kvazarjev in gravitacijskim lečenjem, ter zagotavljanje takojšnjih obvestil o dogodkih za lažje nadaljnje spremljanje.
- Kartiranje Rimske ceste.

Zaradi širokega vidnega polja in občutljivosti naj bi bil observatorij Rubin med najboljšimi možnostmi za odkrivanje optičnih dvojčkov za gravitacijske valove, ki jih zaznavajo LIGO in drugi observatoriji. 

## Galerija

### Opazovanja
- Videoposnetek se začne z dvema galaksijama in se ostri vse do približno 10 milijonov galaksij (0m58s)[1][51]
- Meglici Trifid in Laguna v video posnetku, ki združuje 678 posnetkov observatorija Rubin (1min)[52]
- Majhen del pogleda na kopico v Devici - posnetek observatorija Vera C. Rubin
- NGC 4261 je velika eliptična galaksija na vrhu slike.
- 4 primeri objektov, ki jih je najti na sliki meglic Trifid in Laguna
- Spiralni galaksiji NGC 4411B (levo) in NGC 4411
- NGC 4326
- NGC 4410

### Observatorij
- jasno nebo nad Cerro Pachón[53]
- Observatorij Vera C. Rubin med gradnjo[54]
- Nosilo teleskopa, posnetek s kupole med montažo[55]
- Goriščna ravnina kamere – širina 60 cm, 189 senzorjev ustvarja slike s 3200 milijoni pikslov[56]
- Optika Justin Wolfe (levo) in Simon Cohen z r-filtrom za kamero observatorija [57]
- Kamero hladita dva hladilna sistema[58]
- Comet Leonard, Observatorij Rubin, planet Venera in zvezde sosede
- Observatorij Vera C. Rubin ponoči, nebo razsvetljuje umetna svetloba - kopice svetlih luči na obzorju.